# Bouquet final
Pour les articles homonymes, voir Bouquet final (homonymie).

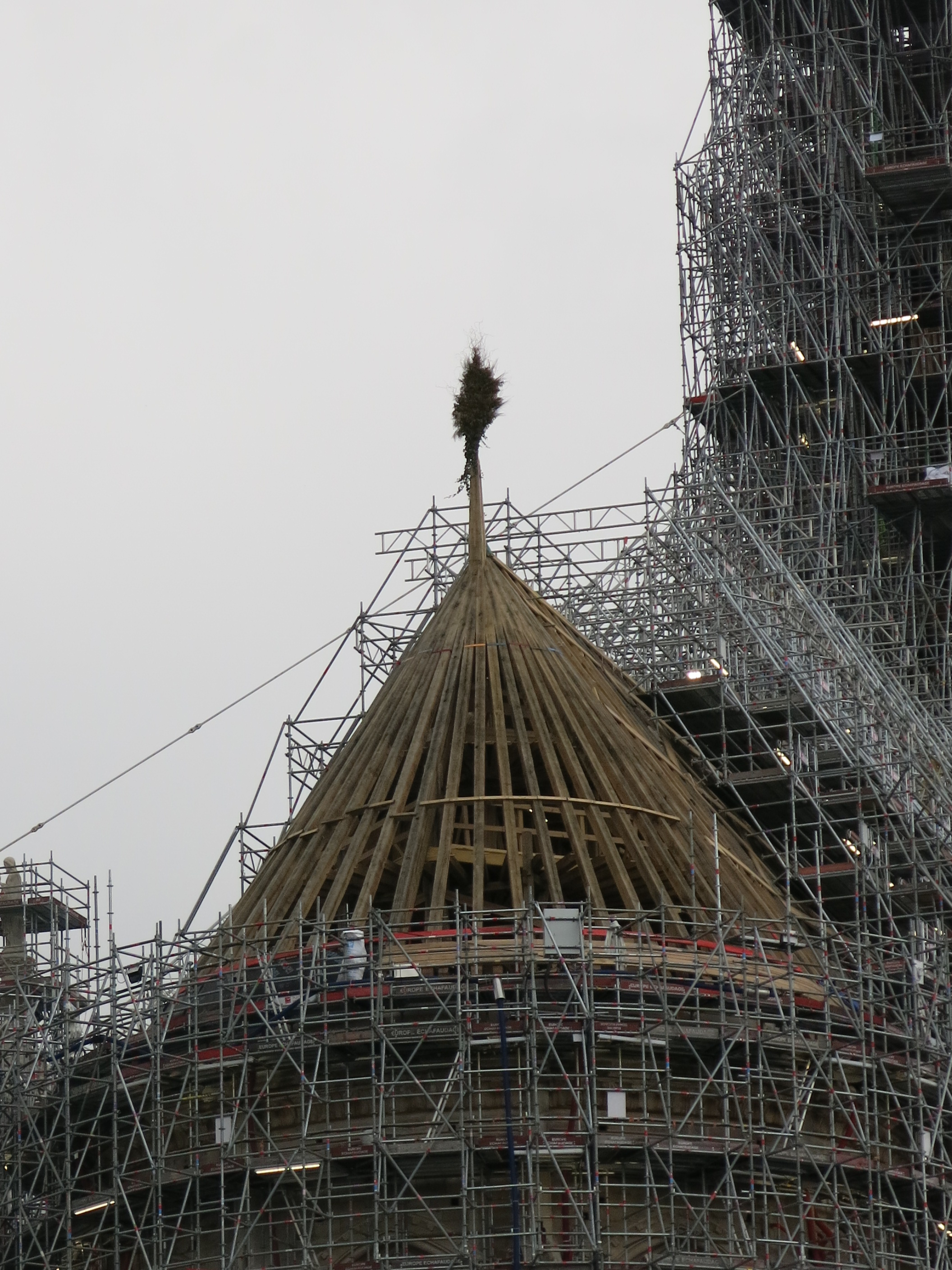
La pose traditionnelle du bouquet de fleurs sur le sommet de l'abside de la cathédrale Notre-Dame de Paris, le 12 janvier 2024, symbolise l'achèvement de la charpente médiévale du chœur de la cathédrale.

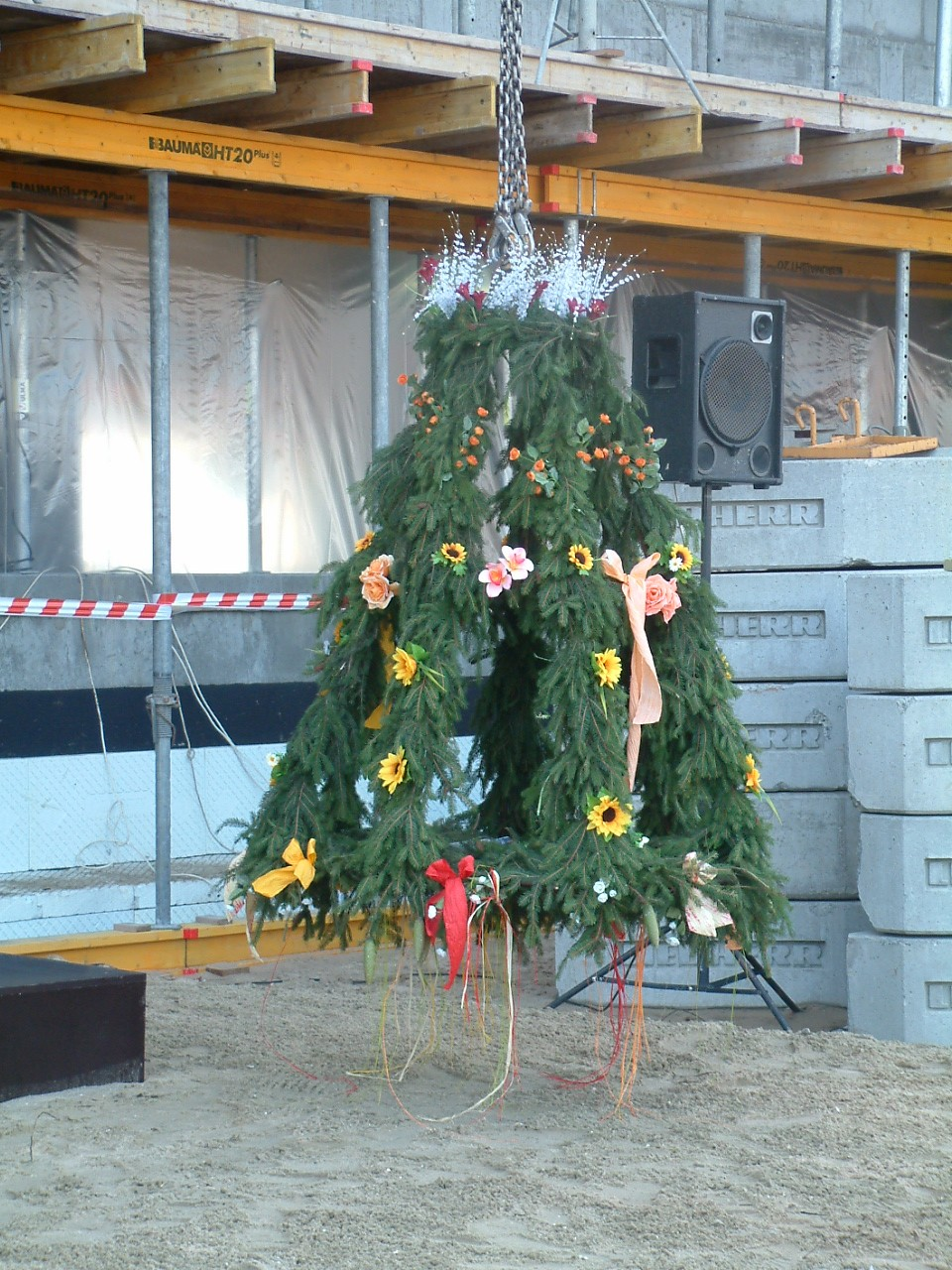

Le bouquet final est une tradition des corporations du bâtiment, qui consiste à marquer l'achèvement du gros œuvre d'une construction par la pose d'un branchage, ou d'un arbre décoré de fleurs et de rubans, en haut de la structure, lors d'une cérémonie rituelle. La tradition est encore bien vivante en Europe du Nord et aux États-Unis, et tombée en désuétude dans d'autres pays.

## Origine de la tradition
La cérémonie du bouquet remonterait aux vieux cultes de l'arbre en Europe du Nord.

## La tradition dans divers pays

### En Belgique
Lorsque le gros œuvre de la construction d'un bâtiment est achevé, les ouvriers placent un arbrisseau ou une grosse branche feuillue sur le sommet de la charpente ou sur le point le plus élevé de la construction, généralement la cheminée, ou sur la grue qui a opéré sur ce chantier. Le propriétaire du bâtiment offre à boire ou remet un pourboire à l'équipe du chantier.

### En Allemagne
Le Richtfest reste la tradition pour les bâtiments publics comme pour les maisons individuelles. La pose du bouquet, en général un sapin, est accompagnée de discours officiels, et l'on offre à manger et à boire aux ouvriers et aux visiteurs.

### En Suisse
Cette tradition est répandue dans l'ensemble du pays, souvent appelée bouquet de chantier, voire levure de chantier. Elle se déroule le plus souvent lorsque le bâtiment est hors d'eau, ou tout au moins le toit suffisamment étanche. On pose un petit sapin ou quelques branches décorées sur le toit ou un endroit en vue. C'est l'occasion d'inviter les entreprises qui ont travaillé au projet, de même que les familles, amis et voisins afin de partager un "apéro" simple et convivial. Comme on propose des boissons alcoolisées, vins et bières, il est important de planifier en fin de journée et que personne ne retourne travailler ensuite.

### En France
La tradition bien installée en France jusqu'au milieu du XXe siècle chez les maçons est actuellement en désuétude. Au milieu du XIXe siècle, la cérémonie se passe de la façon suivante. Un  compagnon tiré au sort grimpe au sommet de l'édifice pour y placer un branchage orné de fleurs et de rubans (souvent il est inséré au sommet du conduit de cheminée), sous les acclamations de ses collègues. Puis les ouvriers portent en délégation chez le maître d'ouvrage et l'entrepreneur deux gros bouquets de fleurs, qui sont acceptés par ces derniers en l'échange de quelques pièces. Cette cérémonie marque formellement et joyeusement la fin du chantier.

### Aux États-Unis
Aux États-Unis, la tradition appelée "topping out" est toujours vivace pour les constructions importantes utilisant des structures métalliques, grands immeubles, ponts, etc. La cérémonie accompagne la mise en place de la dernière poutre métallique de la structure, quand la hauteur maximum de celle-ci est atteinte. Sur cette poutre, signée par les bâtisseurs, on place un sapin, accompagné d'un drapeau américain. Le tout est accompagné d'une petite fête ou célébration.

### Au Danemark
Au Danemark, la tradition nommée Rejsegilde est toujours forte de nos jours. Une à trois couronnes sont accrochées au-dessus de la charpente, ou verticalement à un poteau dans l'est du pays. De nombreuses superstitions encadrent cette tradition : Les couronnes sont payées par les artisans, mais la célébration est payée par le constructeur, avec du porto et des gâteaux à la couronne ou de la bière et du smørrebrød. Il est d'usage de briser un verre à la fin du discours, précisant que le nombre de morceaux défini la durée de conservation de la maison. Le verre doit exploser en miette pour que la maison dure longtemps.

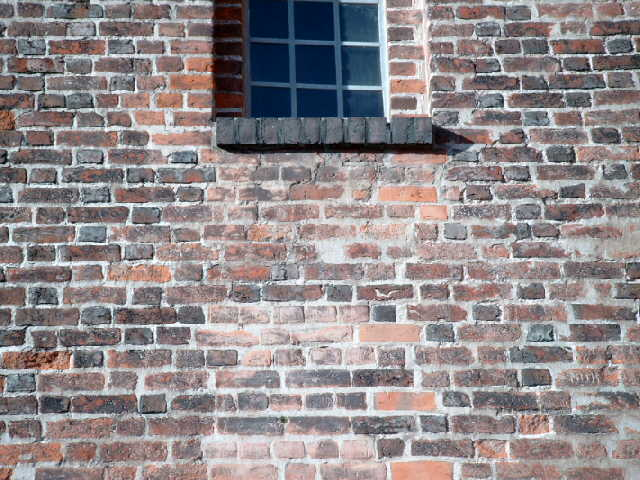
Une bouteille affleurante à 3 briques du bas de la photo, vers le milieu

Si la fête n'est pas réussie, elle porte malheur. Les artisans ont ainsi pris l'habitude de se venger d'une fête ratée en accrochant un "maçon mort", constitué de sacs de plâtre vides à la place des couronnes ou de l'éventuelle avarice du constructeur en encastrant une bouteille vide dans le mur. C'est le cas par exemple dans le mur de la cathédrale Saint-Olaf d'Elseneur, un goulot de bouteille affleure du mur, ce qui engendre des sifflements lorsque le vent souffle. La seule solution pour faire cesser les sifflements est de localiser la bouteille et de mettre un bouchon.